# Ammothella exornata
Ammothella exornata là một loài nhện biển trong họ Ammotheidae. Loài này thuộc chi Ammothella. Ammothella exornata được miêu tả khoa học năm 1975 bởi Stock.